# 仁科百華
仁科 百華（にしな ももか、1990年5月24日 - ）は、日本の元AV女優。現在は悠木 イヴ（ゆうき いぶ）に改名し女優・タレントとして活動中。

## 略歴
東京都出身。2010年にデビューした巨乳AV女優である。AVデビュー以前は地下アイドルをしていた。
2011年4月、ファン投票でメンバーが選出されたAV女優13名からなるグループ「One For All Twenty-One（OFA21）」の一員として、シングル「LOVE☆LIMIT〜卒業までのカウントダウン」でCDデビューした。
アダルトビデオ30周年記念企画（AV30）として2012年1月5日から2月29日まで行われた人気投票で16位に選ばれている。
2012年Milky Pop Generation 第三弾アーティストとしてCDをリリース。同年10月14日、琥珀うた、栗林里莉、観月あかね（沖田杏梨）とともに、「Milky Pop Generation」のライブに出演した。同年12月、SOD大賞2012で優秀女優賞を受賞。2012年までに約500本の作品に出演している。
2013年2月、ディファ有明で行われた THE OUTSIDER 第24戦 スペシャルゲストとしてラウンドガールデビュー。これは、前年12月に前田日明との対談により実現したもの。
2013年5月28日、ブログにて『仁科百華は今日、この日をもって一切の活動を引退させていただきます。』と発表した。
現在は悠木イヴの名義でイベント等においてファンと積極的な交流を続けている。

## 人物
趣味は料理、音楽、ゲーム。
特技はフルートとアクションで、スクールにも通っている。
大の動物好きで動物園や牧場によく行く。
犬を二匹飼っていて名前は秀きちとCiel。
この名前は自身の好きな、L'Arc〜en〜Cielのhydeの本名、hide、徳山秀典からきている。
CielはL'Arc〜en〜Cielからきていると話している。
VAMPSのファンであり、よくライブやイベントにも足を運んでいる。
弾力を活かしたパイズリには、がまんできないAV男優が続出している。
健康体、巨乳好きの前田日明から絶賛された。

## 作品

### アダルトビデオ
| 2010年 | 2010年   | 2010年                   | 2010年                  |
| タイトル | 発売日   | メーカー                 | 備考                    |
| --- | -------- | ------------------------ | ----------------------- |
| ワリキリ、ハミ乳娘貸し切り。3                                                                                              | 8月24日  | プレステージ             |                         |
| Boin「仁科百華」Box 仁科百華                                                                                               | 9月19日  | ABC／妄想族              |                         |
| 妹の爆乳は一見にしかず 29 Iカップ100cm ももか                                                                              | 9月24日  | ディープス               |                         |
| ワケあり巨乳生中出し | 10月15日 | NON                      |                         |
| 一億円のバストJカップアイドル 仁科百華ガチンコ本番AVデビュー                                                               | 10月21日 | ROCKET                   |                         |
| 担任の爆乳は一見にしかず 9 Iカップ100cm ももか先生                                                                         | 10月22日 | ディープス               |                         |
| DYNAMITE DOLL ももか | 10月23日 | HMJM                     |                         |
| Boin「仁科百華」Box2 仁科百華                                                                                              | 11月1日  | ABC／妄想族              |                         |
| 狂いたい美爆乳 | 11月5日  | 映天                     |                         |
| スク水H 18 | 11月5日  | クリスタル映像           |                         |
| 年に1度の男子解禁 “女子校文化祭” 盛り上がっているなか1人っきりでいる女子は、やってくる男の勃起チ○ポを皆に内緒で待っている… | 11月18日 | ヒビノ                   | オムニバス作品 名義なし |
| 爆乳住み込み温泉旅館 「きょに湯荘」 4 Gカップ92cm 女中ももか                                                               | 11月18日 | ディープス               |                         |
| 美巨乳女子校生のことわれない生撮り面接 仁科百華                                                                            | 11月19日 | OPPAI                    |                         |
| CAMPUS GIRL COLLECTION 09                                                                                                  | 11月27日 | クリスタル映像           |                         |
| 巨乳過ぎるテニスコーチ ももか                                                                                              | 12月2日  | グローリークエスト       |                         |
| 素人爆乳娘お貸しします。                                                                                                   | 12月3日  | クリスタル映像           |                         |
| 驚くほどデカくなる!? 巨乳訪問回春マッサージ                                                                                | 12月5日  | NON                      |                         |
| 1億円のバスト Jカップアイドル仁科百華 決意の初ゴックン、初中出し                                                           | 12月7日  | ROCKET                   |                         |
| 着衣巨乳フェティシズム 百華のノースリーブ編                                                                                | 12月7日  | プレミアム               |                         |
| 夢の一夫多妻制 金は無いけど爆乳と愛に溢れた新婚生活                                                                        | 12月13日 | MOODYZ                   |                         |
| パイズリしまくり敏感チクビ女 挟射                                                                                          | 12月15日 | ワープエンタテインメント |                         |
| 爆乳ナースご奉仕むぎゅむぎゅ看護                                                                                           | 12月19日 | OPPAI                    |                         |
| EroBody モモカ/100cm Jカップ                                                                                               | 12月24日 | デジタルアーク           |                         |
| 本能剥き出し生中出しセックス                                                                                               | 12月25日 | ダスッ!                  |                         |
| KO | 12月25日 | kawaii*                  |                         |

| 2011年 | 2011年   | 2011年                     | 2011年         |
| タイトル | 発売日   | メーカー                   | 備考           |
| --- | -------- | -------------------------- | -------------- |
| 素人参加企画!憧れの仁科百華ちゃんに童貞卒業させてもらいませんか? | 1月1日   | ワンズファクトリー         |                |
| ボイン大好きしょう太くんのHなイタズラ | 1月6日   | グローリークエスト         |                |
| お兄ちゃん、シテあげる。 | 1月8日   | アイエナジー               |                |
| 美巨乳DOLL | 1月13日  | MOODYZ                     |                |
| ボインのすべて | 1月14日  | KUKI                       |                |
| 仁科百華のソープしちゃうぞ | 1月14日  | クリスタル映像             |                |
| 爆乳デカ尻娘の淫語尻責めと美尻交尾 | 1月17日  | 実録出版                   |                |
| 寝取られた爆乳 僕の知らない彼女 | 1月19日  | OPPAI                      | オムニバス作品 |
| 陵辱巨乳幼妻 | 1月20日  | ヒビノ                     |                |
| みるスポ! | 1月25日  | みるきぃぷりん♪            |                |
| グラマー爆乳ハミ出し水着 | 1月25日  | Fitch                      |                |
| となりの巨乳お母さんが僕の家にやって来る! 4 | 2月3日   | グローリークエスト         |                |
| 巨乳・爆乳 お仕事中のおっぱいがあたるシチュエーション あるある!! 2 | 2月4日   | 映天                       | オムニバス作品 |
| ボクの家庭教師は美乳Jカップ | 2月13日  | マルクス兄弟               |                |
| 女のカラダは顔より大きい超乳で選ぶ。 | 2月13日  | E-BODY                     |                |
| 全裸でヌードモデルをさせられた妻 | 2月13日  | MOODYZ                     |                |
| 乳イカせ フェチ衣装姿を責める | 2月19日  | OPPAI                      |                |
| HIJKcup 爆乳痴女大乱交 | 2月25日  | 美                         |                |
| 巨乳素人図鑑 04 | 2月25日  | 青空ソフト                 |                |
| 巨乳触診カルテ | 2月25日  | EROTICA                    |                |
| girlfriend | 2月25日  | kawaii*                    |                |
| 巨乳診断書 | 3月3日   | グローリークエスト         |                |
| イカセッぱっ! 犠牲者 | 3月4日   | グレイズ                   |                |
| 野蛮セックスが好き | 3月4日   | h.m.p                      |                |
| ナースが患者を治療中!? スイッチONで入れ替わり!立場が逆転総合病院!! | 3月5日   | ディープス                 |                |
| 巨乳戦隊チチレンジャーVS魔乳クイーンハマリオの逆襲 | 3月5日   | ROCKET                     |                |
| 早漏チ●ポを玩ばれて、強制的に連続射精させられちゃった僕。 | 3月5日   | ワープエンタテインメント   |                |
| ボインな彼女にめちゃモテ同棲生活 | 3月11日  | KUKI                       |                |
| 超高級中出しソープ嬢 | 3月19日  | SODクリエイト              |                |
| 無言で始まる贅沢おっぱい熱中SEX | 3月19日  | OPPAI                      |                |
| NON STOP ORGASM ポルチオエンドルフィン 仁科百華 号泣絶頂 | 3月25日  | クリスタル映像             |                |
| TOKYO25時 Vol.02 | 4月5日   | プレステージ               |                |
| 爆乳キス魔少女 | 4月19日  | ドグマ                     |                |
| 屋内露出 ～屋内には絶対人が居る!!～ | 4月19日  | OPPAI                      |                |
| 巨乳体育教師性教育実習 仁科百華の美味しすぎる身体 | 4月21日  | ヒビノ                     |                |
| 中出しされるモデル級素人の週末アルバイト 05 | 4月22日  | 青空ソフト                 |                |
| 隣に住んでいる爆乳お姉さんの、熱い接吻と抱擁 | 4月25日  | 美                         |                |
| 爆乳姉妹と夢の同棲性活 | 4月25日  | kawaii*                    |                |
| デカチンで激ピストン | 5月1日   | KUKI                       |                |
| 爆乳クビレちゃん VS デカチン筋肉マン | 5月5日   | ワープエンタテインメント   |                |
| 着エロモデル 百華のHな裏アルバイト | 5月13日  | 隼エージェンシー           |                |
| 仁科百華の家庭教師でしようよ | 5月13日  | クリスタル映像             |                |
| 最強 着衣巨乳 Jカップ19才!上向き乳首な素人娘 | 5月13日  | マックス・エー             |                |
| 僕だけのボイン | 5月19日  | グローリークエスト         |                |
| OPPAIナーススペシャル ロリ中出し3時間40分 | 5月19日  | OPPAI                      |                |
| 淫乱巨乳中出し乱交 | 5月19日  | 乱丸                       |                |
| 学校でセックchu×AKIBAコス | 5月25日  | kawaii*                    |                |
| 可愛い巨乳娘1日貸します。 | 5月27日  | TMA                        |                |
| 俺の妹がこんなに淫乱なわけがない | 6月1日   | ワンズファクトリー         |                |
| ファン感謝デー 野球拳スペシャル in マジックミラー号 | 6月4日   | SODクリエイト              |                |
| 全裸の教室 | 6月5日   | ワープエンタテインメント   |                |
| キチクリンカン98 | 6月7日   | アタッカーズ               |                |
| ノーパン High School | 6月13日  | マルクス兄弟               |                |
| コスプレ女、宅配します。 | 6月15日  | スターパラダイス           |                |
| 3D ボインボックス ディレクターズカット | 6月19日  | ABC/妄想族                 | オムニバス作品 |
| 爆乳女教師の優しく中出し授業 | 6月19日  | OPPAI                      |                |
| 世界で一番大きなチンポを持つ男のSEX | 6月19日  | ROOKIE                     |                |
| 豊乳妻発情期 02 | 6月21日  | プレステージ               |                |
| レイヤーマニア個人撮影 | 6月24日  | 青空ソフト                 |                |
| 爆乳家庭教師 Ultimate Lesson | 6月25日  | ビッグモーカル             | オムニバス作品 |
| 接吻先生百華の筆下ろし | 6月25日  | 美                         |                |
| 徹底激ピストン!連続イカされ強制アクメ!!! | 7月1日   | ワンズファクトリー         |                |
| 数年ぶりに会った叔父さんに「昔みたいに、一緒にお風呂に入ろうよ」と成長した身体を平気で見せる超巨乳の姪っ子                                                                                           | 7月7日   | グローリークエスト         |                |
| オープンハウスの爆乳不動産レディ | 7月7日   | マドンナ                   |                |
| JKチアガール 5 | 7月8日   | クリスタル映像             |                |
| 極上巨乳高級ソープ | 7月8日   | TMA                        |                |
| あいつのヤリ部屋公開します! 6 | 7月12日  | プレステージ               | オムニバス作品 |
| メガネが似合う妹が乳首を舐めながらシコシコ手まんこしてくれました | 7月13日  | マルクス兄弟               | オムニバス作品 |
| 爆乳パイズリcafe | 7月13日  | MOODYZ                     |                |
| 酔いつぶれた友人･･･その妻と | 7月21日  | タカラ映像                 |                |
| ももかのももかん8じかん | 7月22日  | チェリーズ                 |                |
| -仁科百華ファン感謝祭- 素人ファンのみんなを本気誘惑、本気SEX | 7月25日  | 美                         |                |
| 体育会系部活少女 テニス部 | 7月27日  | ラマ                       |                |
| ノーパン《Boinボイン》女子社員 仁科百華があなたの会社で働きます。 | 8月5日   | GLAY'z                     |                |
| 断れないカラダ仁科百華 ぶっかけ中出し痴漢 | 8月6日   | SODクリエイト              |                |
| JKブルマ 7 | 8月12日  | クリスタル映像             |                |
| 完全ホールド!究極のパイズリ 爆乳9人出演!! | 8月13日  | マルクス兄弟               | オムニバス作品 |
| 地味子は隠れ巨乳 1 | 8月15日  | ケー・トライブ             |                |
| 近親相姦 爆乳母、揉まれ狂い | 8月19日  | VENUS                      |                |
| OPPAI女教師スペシャル 優しく中出し授業3時間30分 | 8月19日  | OPPAI                      |                |
| こだわりの手コキ 4時間SP 35人のハンドメイド 20 | 8月25日  | 隼エージェンシー           | オムニバス作品 |
| 接吻とレズと乱交 | 8月25日  | 美                         |                |
| S級インストラクター爆乳中出し | 8月25日  | サムシング                 |                |
| 初めての、ショートカット | 8月25日  | kawaii*                    |                |
| 近所の男達に弄ばれた僕の妻 | 9月1日   | プレステージ               |                |
| 爆乳百華ちゃんの癒し淫語と楽し淫語。 | 9月1日   | Fitch                      |                |
| 爆乳人妻の勝手に誘惑ノーブラ生活 | 9月1日   | MOODYZ                     |                |
| あなたが妄想している巨乳のヤラしいお姉さんってもしかしてあたしのこと? | 9月8日   | GARCON                     |                |
| デリバリー爆乳ギャル | 9月13日  | 隼エージェンシー           |                |
| 脱がないお姉さんに抜かれたい | 9月15日  | ワープエンタテインメント   |                |
| THE PERFECT GAL-Jcup100cm DYNAMITE BODY- | 9月19日  | kira☆kira                  |                |
| Jカップ爆乳AV女優 仁科百華 大家族のママ体験! | 9月22日  | SODクリエイト              |                |
| メイド仁科百華 お貸しします。 | 9月23日  | クリスタル映像             |                |
| フェラコレOL編 | 9月25日  | 隼エージェンシー           | オムニバス作品 |
| 妻美喰い/仁科百華 | 9月29日  | オルスタックピクチャーズ   |                |
| 悶絶グラマーの卑猥な日常 ムチムチ爆乳のキャビンアテンダント候補生、百華の場合 | 10月1日  | Fitch                      |                |
| MOODYZファン感謝祭 バコバコバスツアー2011 AVアイドルNo.1決定戦SP!! | 10月1日  | MOODYZ                     |                |
| 仁科百華の超爆乳オイルファック | 10月19日 | ROOKIE                     |                |
| 爆乳淫女 | 10月26日 | ゲインコーポレーション     |                |
| 鬼パイズリ地獄 | 10月28日 | レアル・ワークス           |                |
| ヴァージンロード 01 | 10月28日 | ONE DA FULL                |                |
| 巨乳でメガネで超カワイイ僕の義妹 ももか | 10月28日 | 宇宙企画                   |                |
| 僕のペットは爆乳ナース ～敏感な乳房が咽び泣く院内調教～ | 11月1日  | Fitch                      |                |
| ドリームウーマン83 | 11月1日  | MOODYZ                     |                |
| MOODYZファン感謝祭 うらバコバコバスツアー2011 補欠者救済プロジェクト!! | 11月1日  | MOODYZ                     |                |
| 凌辱で繋がれた絆 …あなた、ごめんなさい。 | 11月7日  | アタッカーズ               |                |
| 爆乳スイマー制服少女狩り File.6女子校生ももか | 11月13日 | HERO                       |                |
| 爆乳百華ちゃん | 11月15日 | ケー・トライブ             |                |
| 最高のアナル舐め手コキ 3 | 11月15日 | ワンズファクトリー         | オムニバス作品 |
| 鬼イカセ 仁科百華 | 11月25日 | レアル・ワークス           |                |
| 美巨乳OL痴女 | 11月25日 | 美                         |                |
| マゾ乳 生中出し | 11月25日 | ゲインコーポレーション     |                |
| 仁科百華のドライブデートしようよ | 12月2日  | クリスタル映像             |                |
| 未亡人の柔肌5 | 12月7日  | アタッカーズ               |                |
| 大学受験を控えた僕の家に巨乳ギャル家庭教師がやってきた。不真面目で全然勉強を教える気のないギャル先生だけど、時折見せる色っぽい仕草が堪らない。玉砕覚悟で告白しようとしたら逆に向こうから誘ってきた。 | 12月8日  | GARCON                     | オムニバス作品 |
| 聖★触手学園 淫獣に奪われた巨乳女子校生の貞操 | 12月8日  | SODクリエイト              |                |
| 1度はヤリたいピンクのおっぱい | 12月8日  | SODクリエイト              | オムニバス作品 |
| 全身性感帯 イキまくり乳奴隷 | 12月8日  | サディスティックヴィレッジ |                |
| 満員路線バスで巨乳女のデカ乳が俺の体に密着してきたので、思わずギン勃ちになったチ○ポをお返しに擦りつけ痴漢してヤッた                                                                                  | 12月8日  | ヒビノ                     | オムニバス作品 |
| イカセ4時間 仁科百華 | 12月9日  | ケイ・エム・プロデュース   |                |
| せんせいっ!～フタリの関係が変わる瞬間～ | 12月13日 | HERO                       |                |
| 僕らのムチムチ巨乳先生 | 12月15日 | グローリークエスト         |                |
| OPPAIノーブラ人妻スペシャル 浮気中出し3時間 | 12月19日 | OPPAI                      |                |
| 義父2 ～百合子～ | 12月25日 | マドンナ                   |                |

| 2012年 | 2012年   | 2012年                     | 2012年         |
| タイトル | 発売日   | メーカー                   | 備考           |
| --- | -------- | -------------------------- | -------------- |
| ママのリアル性教育 | 1月5日   | グローリークエスト         |                |
| 仁科百華のメイドしちゃうぞ                                                                                                 | 1月6日   | クリスタル映像             |                |
| レズ Wキャスト 2 | 1月7日   | ディープス                 |                |
| 競泳水着 LOVERS DOUBLE | 1月13日  | TMA                        |                |
| いっつもハミ乳 競泳水着の爆乳人妻                                                                                          | 1月19日  | OPPAI                      |                |
| ピンクスパイダー 4 | 1月20日  | MAD                        |                |
| エロコス巨乳女が僕の自宅にやってきた!                                                                                      | 1月20日  | STAR PARADISE              | オムニバス作品 |
| 実家に帰ったら俺がエロい目で見て興奮しているのも気付かず、巨乳をさらして授乳する兄貴の嫁                                   | 2月2日   | グローリークエスト         |                |
| THE | 2月13日  | 隼エージェンシー           | 個人総集編     |
| 100年に1人の身体を持つ女、仁科百華。爆乳とクビれだらけの4時間。                                                            | 2月16日  | グローリークエスト         | 個人総集編     |
| スク水H 36 | 2月17日  | クリスタル映像             |                |
| 巨乳限定!ルームシェアレズ                                                                                                  | 3月1日   | ワンズファクトリー         |                |
| スク◆レズ ～先輩と私の同棲性活～ Iカップ100cmももか Hカップ99cmゆうき                                                      | 3月2日   | クリスタル映像             |                |
| 仁科百華のレズファン感謝祭                                                                                                 | 3月8日   | ディープス                 |                |
| 夜勤ナースマシンバイブ | 3月8日   | サディスティックヴィレッジ |                |
| 色白巨乳ローション DOUBLE 仁科百華&前田優希                                                                                | 3月9日   | TMA                        |                |
| 仁科百華のエステしちゃうぞ                                                                                                 | 3月16日  | クリスタル映像             |                |
| 尻伝説 | 3月19日  | 実録出版                   |                |
| 拷問 女教師中出し拘束肉便器                                                                                                | 3月22日  | サディスティックヴィレッジ | オムニバス作品 |
| 競泳水着立ちオナニー | 4月1日   | Fetishist/妄想族           | オムニバス作品 |
| 巨躯交尾 | 4月1日   | 巨宝/妄想族                |                |
| 美白巨乳の仁科百華の肌を黒くしてみたらどうなるか試してみたら…黒ギャルみたいにイケイケノリノリになって逆ナンパでヤリまくり! | 4月5日   | グローリークエスト         |                |
| 超ギャルブチギレ手コキ!! ～お前らってキレられながら手コかれて興奮してるとか、マジ変態じゃん!!～                            | 4月5日   | GARCON                     | オムニバス作品 |
| 僕が彼女をしばるとき 昼間にオフィスへ電話をかけて…                                                                         | 4月6日   | ドリームチケット           |                |
| 近親夜這い | 4月19日  | グローリークエスト         | オムニバス作品 |
| Jカップ爆乳ボディ×極太ディルドー調教絶頂エクスタシー                                                                       | 4月19日  | クロス                     |                |
| 白目を剥くほどイキまくる淫催眠                                                                                             | 4月21日  | アイエナジー               | オムニバス作品 |
| 中出しごっくんコスプレイヤー                                                                                               | 4月25日  | CMP                        |                |
| ラバーフェティシズム | 4月27日  | TMA                        |                |
| きっついのしてあげる | 4月30日  | MARRION                    |                |
| 丸ごと コンプリートBOX 4枚組490分                                                                                          | 5月3日   | グローリークエスト         | 個人総集編     |
| 食べる女(ひと) | 5月24日  | KEU                        | オムニバス作品 |
| 極上BODY爆乳痴女の素人お宅訪問                                                                                             | 5月25日  | 美                         |                |
| DYNAMITE DOLL AGAIN | 5月26日  | HMJM                       |                |
| 美しい女の卑猥な肉体 | 6月4日   | 実録出版                   |                |
| 童貞さん家に行こう! | 6月13日  | カルマ                     | オムニバス作品 |
| 8時間 SPECIAL COLLECTION 3                                                                                                 | 6月15日  | クリスタル映像             | 個人総集編     |
| kira☆kira BLACK GAL BEACH 2012 黒ギャル美爆乳!縦横無尽に激揺れJcup☆FUCK ON THE BEACH                                       | 7月19日  | kira☆kira                  |                |
| ボディコン妻の欲情セクシーFUCK                                                                                             | 8月1日   | Fitch                      |                |
| プレミアムぽちゃ娘 NO.003                                                                                                  | 8月7日   | ぽちゃぷり/妄想族          |                |
| Jカップ娘のいつものセックス                                                                                                | 9月1日   | S-Cute                     |                |
| 揉ませて。 | 9月7日   | ぼーぼー                   |                |
| 最近見かける派手な新入社員は、Hな巨乳ギャルらしい。                                                                        | 10月7日  | WEEKENDER                  |                |
| Dynamite SP 16時間 | 11月16日 | クリスタル映像             | 個人総集編     |

| 2013年                                              | 2013年  | 2013年    | 2013年 |
| タイトル                                            | 発売日  | メーカー  | 備考   |
| --------------------------------------------------- | ------- | --------- | ------ |
| 麗しのキャンペーンガールAGAIN 8                     | 1月26日 | HMJM      |        |
| kira☆kira SPECIAL 逆痴漢★男を襲う超絶品BODY猛烈乱交 | 2月19日 | kira☆kira |        |

### イメージビデオ
- Real X REAL Xシリーズ（2012年10月26日、ビーエムドットスリー）

## 出演

### お笑い
- 江頭2:50のがんばれ!エガちゃんピン4　MEGA　MAX(2012/10/26、avex)

### 映画
- 本当はエロいグリム童話〜レッド・スウォード（2012年）
- 人妻セカンドバージン 私を襲って下さい（2013年、城定秀夫監督）　-　アミ　役
- 子宮に沈める (2013、緒方貴臣監督)

### オリジナルビデオ
| タイトル                          | 発売日        | メーカー                     | 備考        |
| --------------------------------- | ------------- | ---------------------------- | ----------- |
| ヤンキー女子高生8〜静岡最強伝説〜 | 2012年3月16日 | オールインエンタテインメント | 矢神千尋 役 |
| ヤンキー女子高生9〜長野最強伝説〜 | 2012年4月20日 | オールインエンタテインメント | 矢神千尋 役 |

- ウーマン・ハンティング ～殺戮の森～（2012年2月3日、ネクスタシーEX）[6]

### アダルトサイト
- BoinBB.com 仁科百華part1
- BoinBB.com 仁科百華part2 美爆乳のシチュエーション
- BoinBB.com 仁科百華part3 狂いたい美爆乳編

## 書籍
写真集
- momo（2012年6月25日、彩文館出版、撮影：細井智燿）ISBN 978-4775605196

## ネット配信
- スパローズのギリギリセーフ!?#29(2012年9月 、ニコジョッキー/ニコニコ生放送)※月1回木曜日22:00～22:55
- 初音とくじらのニコジョッキー #3（2012.2.28）初音みのり、秋吉ひな